# カラマズー大学
カラマズー大学（Kalamazoo College、Kカレッジまたは単にKとしても知られる）は、1833年にアメリカ合衆国ミシガン州カラマズーに設立された私立のリベラルアーツカレッジである。
大学のキャンパスは、西ミシガン大学のすぐ東。当初はアメリカのバプテスト牧師によって設立されたものの、今日では宗教的な関わりはないとされる。
五大湖大学協会のメンバーである。ローレン・ポープ氏による著書「人生を変える大学」に名が挙がっている。2012年、フォーブス紙の「アメリカの最も良い大学」で65位に選ばれ、ミシガン州においては最高位の評価を得ている。また、小さなリベラルアーツカレッジの中でも平和部隊のボランティアが多いことでも知られる。なお、大学のキャンパス周辺をUrban（都市・近郊）と本学ウェブページが表記しているが、日本の都市圏を想像して本学へと赴けば多いに驚くことと思われるので注意が必要。

## 教育

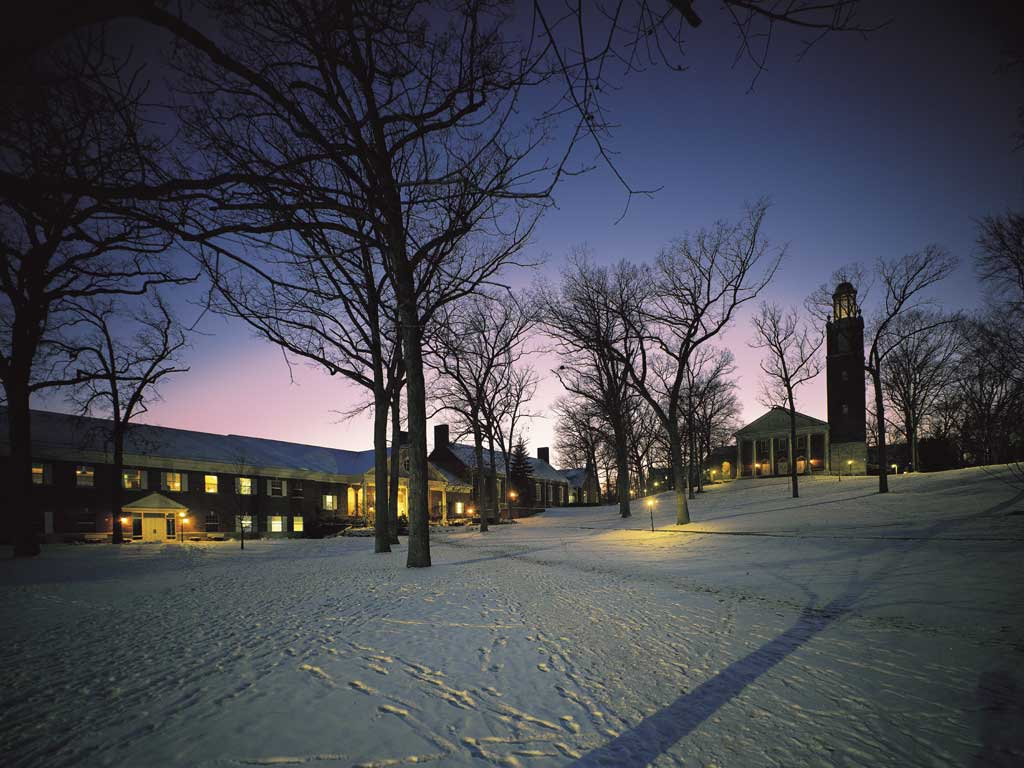
ヒックスセンターとステットソン教会

美術、人文科学、現代および古典の言語と文学、自然科学と数学、社会科学など分野にまたがる30の専攻を提供している。これに加え、22の副専攻、5つの特殊専攻、および13の専門領域が存在する。ワシントンポストによる「穴場大学リスト」で5位に位置付けられており、また前述にもある通りフォーブスによってミシガン州で最高の学校にリストされている。
大学教育データ共有による2017年の調査では、卒業生が博士号を取得している米国の4年制リベラルアーツカレッジの上位2％に本学が入っている。この研究によると、カラマズー大学はすべての私立リベラルアーツ大学の中で院進学数が17位にランクされている。